# Dystrykt Antanambao Manampotsy
Antanambao Manampotsy – dystrykt Madagaskaru wchodzący w skład regionu Atsinanana.

## Demografia
| 1993   | 2000   | 2001   | 2002   | 2003   | 2004   | 2005   | 2007   | 2011   |
| ------ | ------ | ------ | ------ | ------ | ------ | ------ | ------ | ------ |
| 35 533 | 29 666 | 30 642 | 31 643 | 32 664 | 33 742 | 34 855 | 37 194 | 46 112 |

## Podział administracyjny
W skład dystryktu wchodzi 5 gmin (kaominina):
- Antanambao Manampotsy
- Antanandehibe
- Manakana
- Mahela
- Saivaza